# Дель Гранде, Антонио
Антонио дель Гранде (итал. Antonio del Grande, ок. 1607, Рим — ок. 1679, Рим) — итальянский архитектор эпохи барокко. Работал в Риме и других городах Италии.
Точная дата рождения Антонио дель Гранде неизвестна, однако принято считать, что он родился около 1607 года, на основании документа 1657 года, в котором о нём говорится как о пятидесятилетнем.
Известно, что с 1642 года Антонио находился в Болонье, на службе у архиепископа города, кардинала Джироламо Колонна. В 1645 году Джироламо Колонна отказался от болонского епископства и вернулся в Рим, и, вероятно, Дель Гранде вернулся в Рим в том же году. Ему приписывают перестройку Палаццо ди Спанья в Риме (не подтверждается документально). Антонио дель Гранде выполнял многие не столь престижные работы, такие как ремонт акведуков, обустройство новых улиц и дорог.
Антонио дель Гранде руководил реконструкцией и расширением Палаццо Колонна на Площади Санти-Апостоли в Риме (1654). По заказу папы Иннокентия X из семьи Памфили (1644—1655) Антонио осуществлял строительство «новых тюрем» (carceri nuove) на Виа Джулия в Риме — первый пример постройки такого рода (1652—1656). Для семьи папы он также курировал обустройство дворца Дориа Памфили (1659—1661).
Долгое время считалось, что Антонио дель Гранде умер между 1671 и 1673 годом. Однако имеются документы, свидетельствующие о его активности в 1679 году и позволяющие предполагать, что он умер в конце 1679 или начале 1780 года.